# Всемирное наследие

Эмблема Комитета всемирного наследия ЮНЕСКО

Всеми́рное насле́дие ЮНЕ́СКО (англ. World Heritage, фр. Patrimoine Mondial, исп. Patrimonio de la humanidad, нем. Weltkulturerbe) — природные или созданные человеком объекты, приоритетными задачами по отношению к которым, по мнению ЮНЕСКО, являются их сохранение и популяризация в силу особой культурной, исторической или экологической значимости.
По состоянию на 2025 год в Списке всемирного наследия ЮНЕСКО — 1248 объектов. 972 из них являются культурными объектами, 235 — природным и 41 — смешанными. Они располагаются в 170 странах — членах Конвенции ЮНЕСКО об охране всемирного культурного и природного наследия. Каждый объект имеет свой идентификационный номер.

## История
На национальном уровне первые специальные государственные комиссии или инспекции по охране культурного наследия были учреждены в ряде европейских стран уже к середине XIX века. Тогда же приняты первые нормативные акты об охране памятников, начаты работы по их инвентаризации и популяризации. Однако вопросы правильной реставрации и консервации исторических памятников, их защиты от разрушений, — особенно во время военных действий, — стали всё чаще подниматься и на международном уровне, в ходе крупных международных встреч.
В 1889 году в рамках Всемирной выставки в Париже прошёл «Первый международный конгресс по охране произведений искусства и памятников». Обсуждалась необходимость обеспечить охрану культурного наследия в военное время. Предлагалось создать всемирное благотворительное «общество охраны памятников» с подчёркнуто гуманитарным уставом, наподобие «общества Красного креста». Некоторые тезисы, сформулированные на этом конгрессе, позже нашли отражение в «Конвенции о законах и обычаях сухопутной войны», принятой в 1899 и расширенной в 1907 годах в рамках «мирных Гаагских конференций». Согласно этой международной конвенции, преднамеренное повреждение памятников культуры в военное время воспрещалось и подлежало преследованию; осаждаемым вменялось в обязанность обозначить памятники культуры «особыми видимыми знаками».

«Знамя мира» — знак защиты памятников, утверждённый «Пактом Рериха» (1935)

Следующий этап формирования международной системы охраны памятников культуры наступил как реакция на итоги Первой мировой войны. Этап тесно связан с некоторыми усилиями в области международной охраны культурного наследия новосозданной Лиги наций, с деятельностью в её рамках Международного комитета музеев и Международного института интеллектуальной кооперации, просуществовавших до конца 1930-х — середины 1940-х годов. Отчасти при их содействии и поддержке в 1935 году был заключён «Договор об охране художественных и научных учреждений и исторических памятников» (так называемый «Пакт Рериха»), значительно расширивший международную юридическую платформу в области охраны культурно-исторических ценностей.
16 ноября 1945 года многие функции приостановивших или вовсе прекративших свою деятельность во время Второй мировой войны комитетов упразднённой Лиги наций перешли к новосозданной Организации объединённых наций по вопросам образования, науки и культуры (ЮНЕСКО).

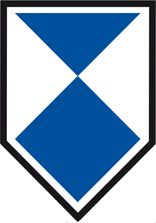
Знак защиты культурных ценностей, утверждённый Гаагской конвенцией 1954 года

С учётом опыта предыдущих конвенций, подписанных далеко не всеми государствами, ЮНЕСКО тщательно подготовила и в 1954 году успешно приняла «Конвенцию о защите культурных ценностей в случае вооружённого конфликта» (так называемая «Гаагская конвенция»). Конвенцией утверждён и отличительный знак, который может использоваться для обозначения культурных ценностей, нуждающихся в защите.
Однако приблизительно в это же время стало очевидно, что угрозу культурному наследию представляет не только военная, но и бурная мирная деятельность человека.
Строительство Асуанской плотины в Египте, грозившее затоплением комплексу храмов Абу-Симбел в верхнем течении Нила, стало событием, чётко обозначившим острую необходимость и в мирное время охранять памятники, представляющие ценность для всего человечества. В 1959 году правительства Египта и Судана обратились в ЮНЕСКО с просьбой помочь сохранить древние культовые сооружения, попадающие в область затопления будущей ГЭС.
ЮНЕСКО объявила кампанию по спасению памятников древнеегипетской цивилизации: храмы Абу Симбела были бережно демонтированы, перевезены и собраны на новом месте. Проект, реализованный на средства пятидесяти государств-доноров, стал самым дорогим в истории ЮНЕСКО, доказав, в то же время, эффективность целенаправленных коллективных усилий.
В дальнейшем ЮНЕСКО инициировала проекты по сохранению Венеции и её уникальной лагуны, руин Мохенджо-Даро в Пакистане, реставрации храмового комплекса Боробудур в Индонезии. Сотрудничество в столь капиталоёмкой и времязатратной сфере потребовало некоторой формализации. В результате, в начале 1960-х годов, на базе Международного совета по вопросам памятников и достопримечательных мест (ИКОМОС), ЮНЕСКО приступила к подготовке проекта общей Конвенции об охране культурного наследия.

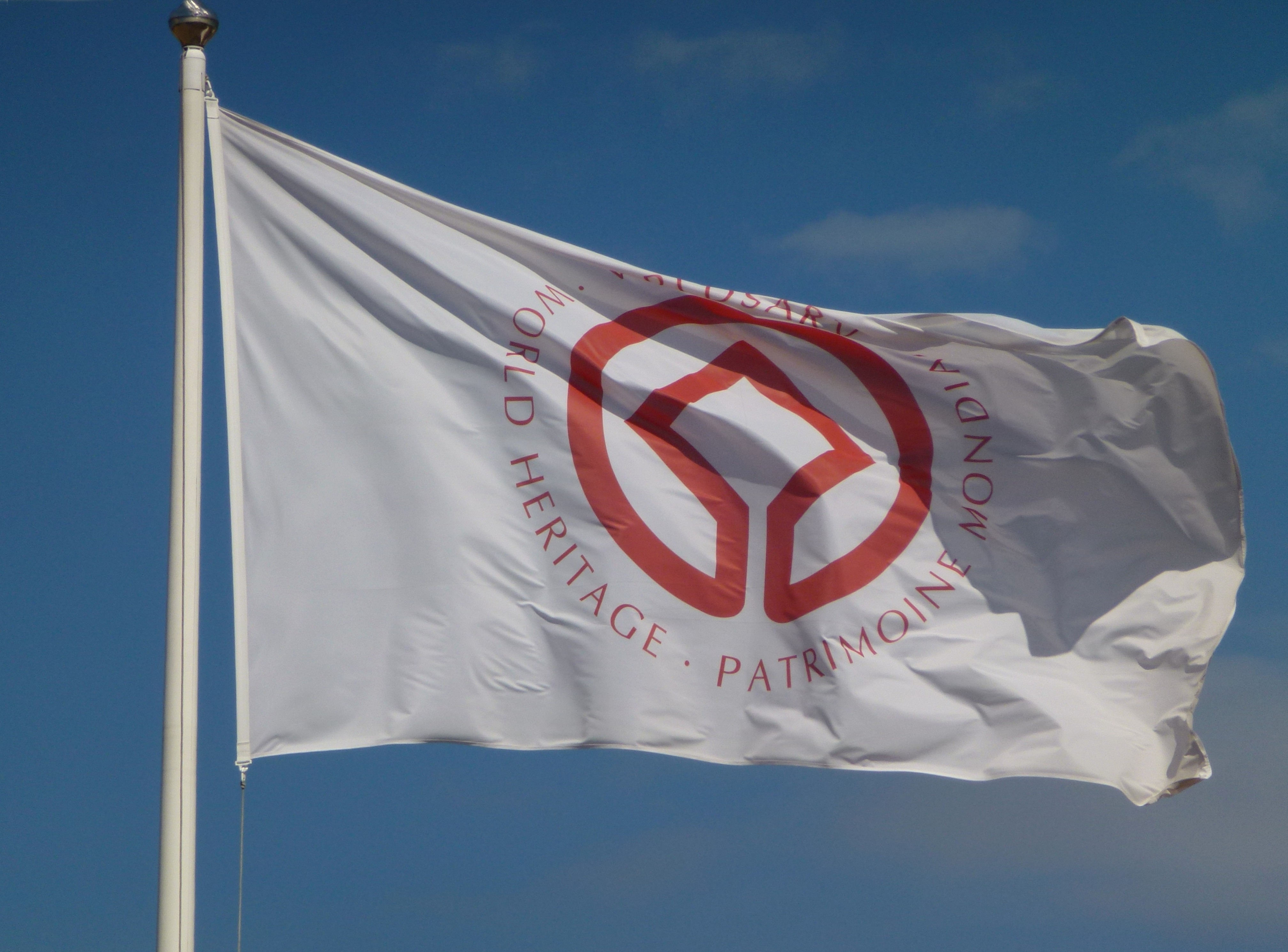
Флаг Организации Всемирного наследия ЮНЕСКО

В 1965 году на конференции, прошедшей в Вашингтоне, обсуждалось создание «Организации всемирного наследия» как международной площадки по сотрудничеству с целью защиты «наиболее выдающихся местностей, ландшафтов и исторических мест для настоящего и будущего всего человечества». В 1968 году к предложению, сформулировав аналогичные цели в отношении природного наследия, присоединился Международный союз охраны природы (МСОП).
Наконец, многочисленные участники сложного переговорного процесса согласовали единый текст документа и 16 ноября 1972 года на 17-й сессии Генеральной конференции ЮНЕСКО «Конвенция об охране всемирного культурного и природного наследия» была принята. Началось формирование Списка всемирного наследия.
В 1976 году в рамках Организации всемирного наследия был учреждён и сформирован «Межправительственный комитет по охране культурного и природного наследия» (Комитет всемирного наследия). Комитет призван контролировать соблюдение Конвенции и уполномочен принимать окончательное решение о включении в Список всемирного наследия того или иного объекта.

## Организация
В 1972 году ЮНЕСКО приняла Конвенцию об охране всемирного культурного и природного наследия (вступила в силу в 1975 году). К октябрю 2016 года конвенцию ратифицировали 193 страны-участницы.
Ежегодно Комитет всемирного наследия проводит сессии, на которых присуждается «статус объекта всемирного наследия».
«Статус объекта всемирного наследия» даёт следующие преимущества (для объектов природного наследия):
- является дополнительной гарантией сохранности и целостности уникальных природных комплексов,
- повышает престиж территорий и управляющих ими учреждений,
- способствует популяризации включённых в Список объектов и развитию альтернативных видов природопользования (в первую очередь, экологического туризма),
- обеспечивает приоритетность в привлечении финансовых средств для поддержки объектов всемирного культурного и природного наследия, в первую очередь, из Фонда всемирного наследия,
- способствует организации мониторинга и контроля над состоянием сохранности природных объектов.

Государства, на территории которых расположены объекты всемирного наследия, берут на себя обязательства по их сохранению.
В рамках списка существует подсписок всемирного наследия, находящегося под угрозой. В него на временной основе включаются объекты, подвергающиеся различным опасностям, которые вызваны естественными причинами или вмешательством человека: вооружёнными конфликтами и войнами, землетрясениями и иными природными катастрофами, загрязнением, браконьерством и беспорядочным строительством. Внесение объектов в особый список говорит о необходимости особого внимания к ним и принятия неотложных мер по их сохранению.

### Исключение из свода памятников ЮНЕСКО
- В 2007 году из Списка всемирного наследия ЮНЕСКО был исключён резерват аравийского орикса в Омане (в связи с продолжающейся охотой на белого орикса и сокращением заповедных территорий).
- В 2009 году — Дрезденская долина Эльбы в Германии (в связи со строительством автомобильного моста в охранной зоне культурного ландшафта).
- В 2021 году — Ливерпуль (в связи с необратимой утратой признаков, передающих выдающуюся универсальную ценность объекта).

## Критерии
Главная цель списка всемирного наследия — сделать известными и защитить объекты, которые являются уникальными в своём роде. Для этого и из-за стремления к объективности были составлены оценочные критерии. Изначально (с 1978 года) существовали только критерии для объектов культурного наследия — этот список насчитывал шесть пунктов. Затем для восстановления некого равновесия между различными континентами появились природные объекты и для них список из четырёх пунктов. И, наконец, в 2005 года, все эти критерии были сведены воедино, и теперь каждый объект всемирного наследия имеет в своём описании хотя бы один из них.

### Культурные критерии

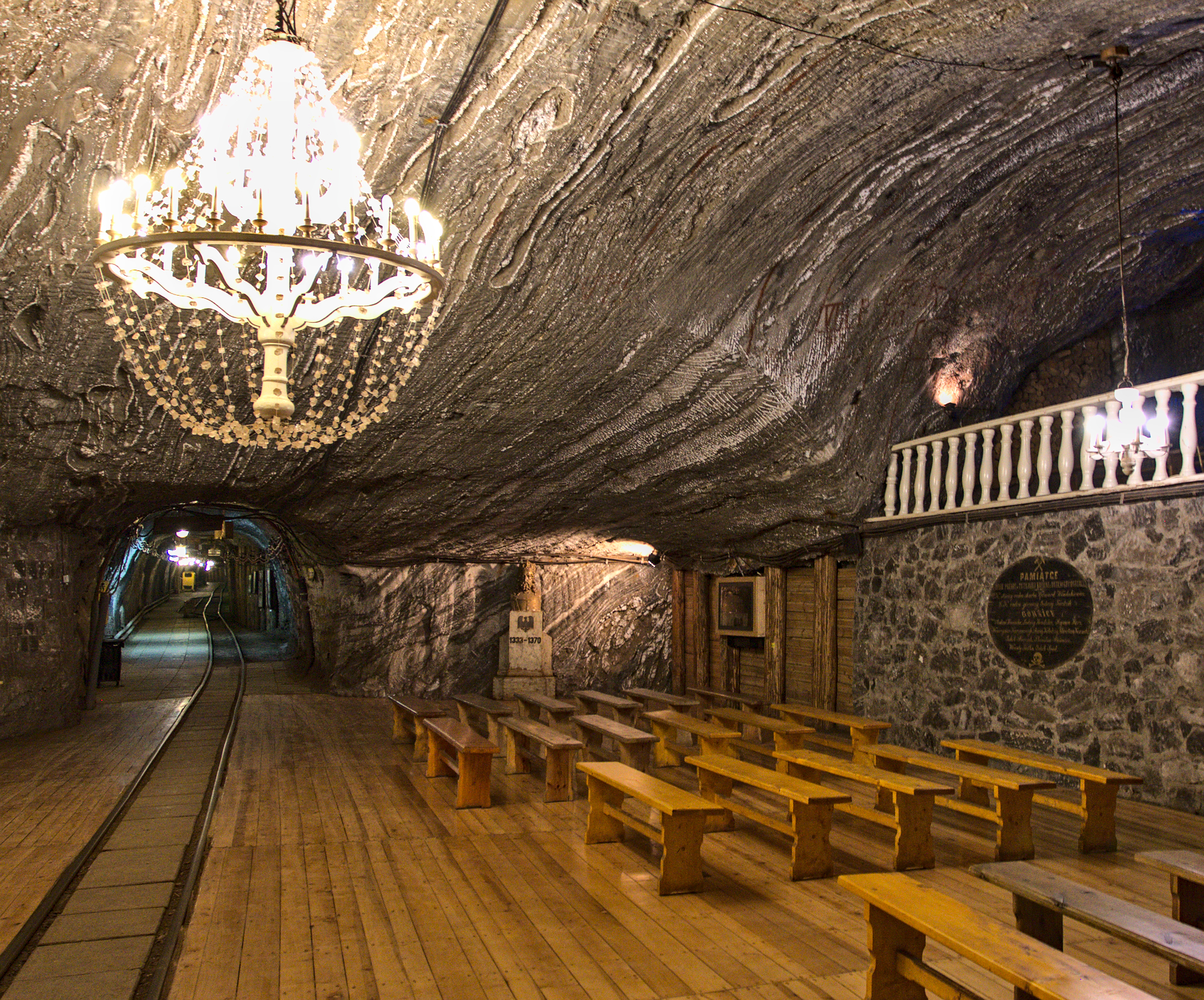
Соляная шахта в Бохне — объект № 32 в списке

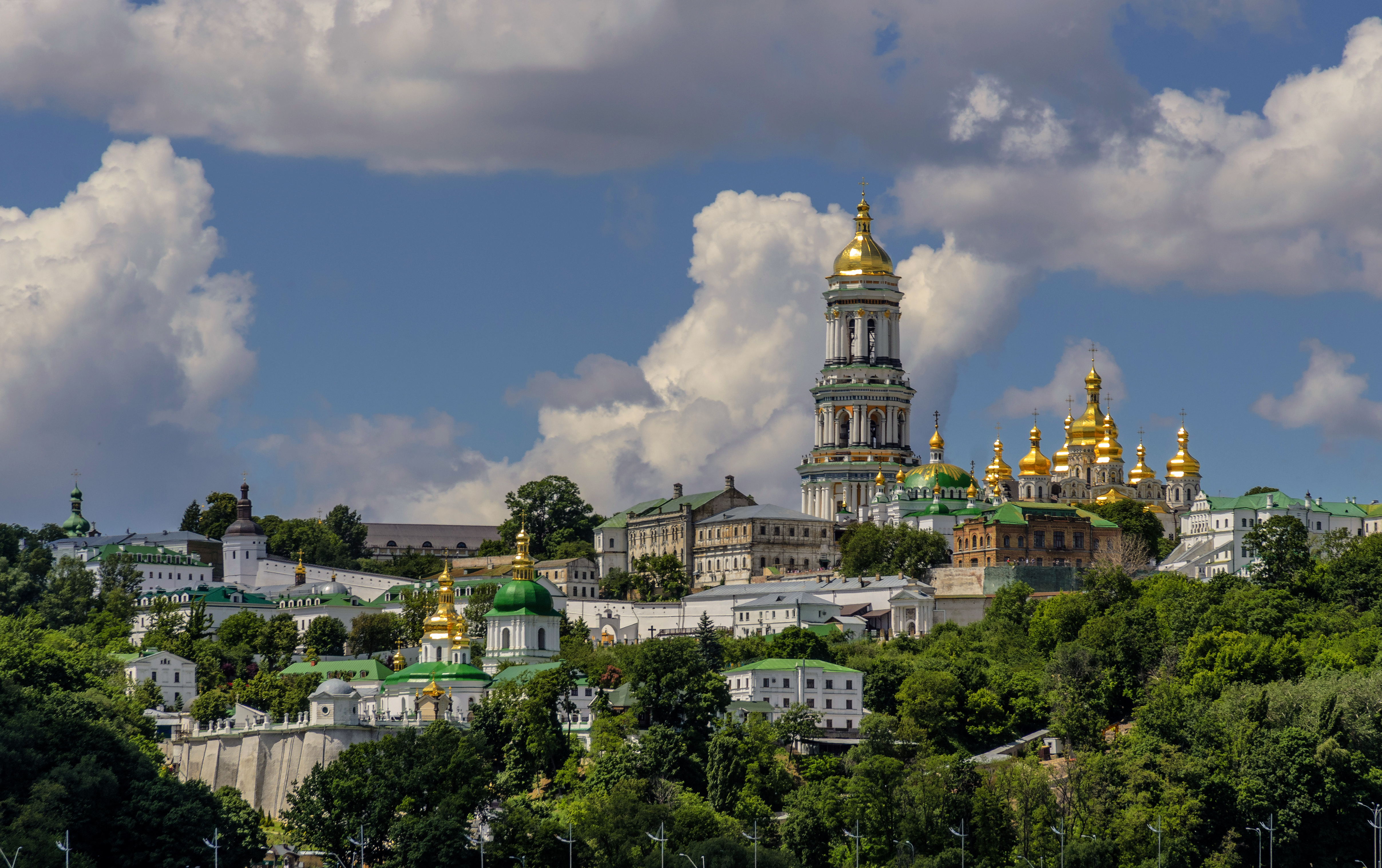
№ 527-002 в списке объектов всемирного наследия — Киево-Печерская лавра

- (I) Объект представляет собой шедевр человеческого созидательного гения.
- (II) Объект свидетельствует о значительном взаимовлиянии человеческих ценностей в данный период времени или в определённом культурном пространстве, в архитектуре или в технологиях, в монументальном искусстве, в планировке городов или создании ландшафтов.
- (III) Объект является уникальным или, по крайней мере, исключительным для культурной традиции или цивилизации, которая существует до сих пор или уже исчезла.
- (IV) Объект является выдающимся примером конструкции, архитектурного или технологического ансамбля, или ландшафта, которые иллюстрируют значимый период человеческой истории.
- (V) Объект является выдающимся примером человеческого традиционного сооружения, с традиционным использованием земли или моря, являясь образцом культуры (или культур) или человеческого взаимодействия с окружающей средой, особенно если она становится уязвимой из-за сильного влияния необратимых изменений.
- (VI) Объект напрямую или вещественно связан с событиями или существующими традициями, с идеями, верованиями, с художественными или литературными произведениями и имеет исключительную мировую важность. (По мнению комитета ЮНЕСКО, этот критерий предпочтительно использовать вместе с каким-либо ещё критерием или критериями).

### Природные критерии

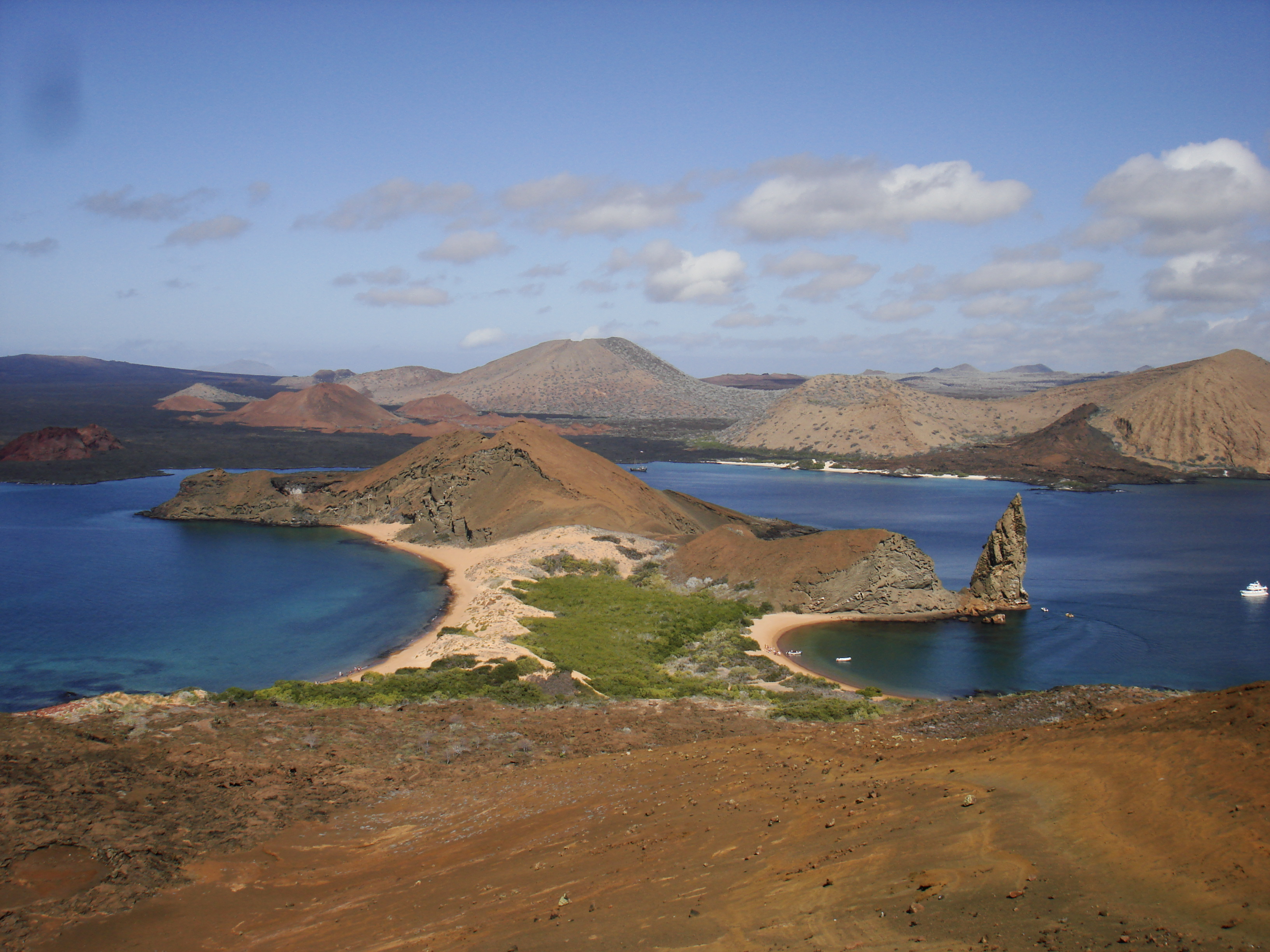
Галапагосские острова — объект № 1 в списке

- (VII) Объект представляет собой природный феномен или пространство исключительной природной красоты и эстетической важности.
- (VIII) Объект является выдающимся образцом главных этапов истории Земли, в том числе памятником прошлого, символом происходящих геологических процессов в развитии рельефа или символом геоморфологических или физико-географических особенностей.
- (IX) Объект является выдающимся образцом происходящих экологических или биологических процессов в эволюции и развитии земных, пресноводных, береговых и морских экосистем и растительных и животных сообществ.
- (X) Объект включает в себя наиболее важную или значительную естественную среду обитания для сохранения в ней биологического многообразия, в том числе исчезающих видов исключительной мировой ценности с точки зрения науки и охраны.

## Порядок номинации
Вначале страна с опорой на критерии ЮНЕСКО подготавливает перечень объектов, которые, по её мнению, представляют мировую ценность, и включает их в предварительный список. Объект не может быть номинирован, если он не значится в предварительном списке.
Согласно правилам, в год страна может выставлять на номинирование не больше двух кандидатов: по одному объекту культурного и природного наследия или два объекта природного наследия. Эксперты ЮНЕСКО оказывают помощь в подготовке заявки, следя за тем, чтобы все необходимые документы и карты были приложены. Номинация должна быть подана не позднее 1 февраля (или, если на эту дату выпадает выходной, в последний рабочий день января) за год вперёд до проведения очередной сессии ЮНЕСКО. Таким образом, минимальная продолжительность рассмотрения заявки занимает полтора года (например, если документы подаются в Комитет в январе 2016 года, то ближайшее время возможного включения объекта в список будет июнь-июль 2017 года). Далее ЮНЕСКО проверяет готовность полученного досье и направляет в соответствующий консультативный орган на оценку.
Международный союз охраны природы (МСОП) и Международный совет по сохранению памятников и достопримечательных мест (ИКОМОС) оценивают природную и культурную значимость объекта. Третий орган — Международный исследовательский центр по сохранению и реставрации культурных ценностей (ИККРОМ) — даёт Комитету рекомендации по охране объектов всемирного наследия, а также проводит профессиональные обучающие тренинги.
Когда объект номинирован и оценён, Комитет всемирного наследия ЮНЕСКО принимает окончательное решение на ежегодной сессии. Также Комитет может отложить решение и запросить дополнительную информацию об объекте у выдвигающей его страны.

## Объекты всемирного наследия по странам

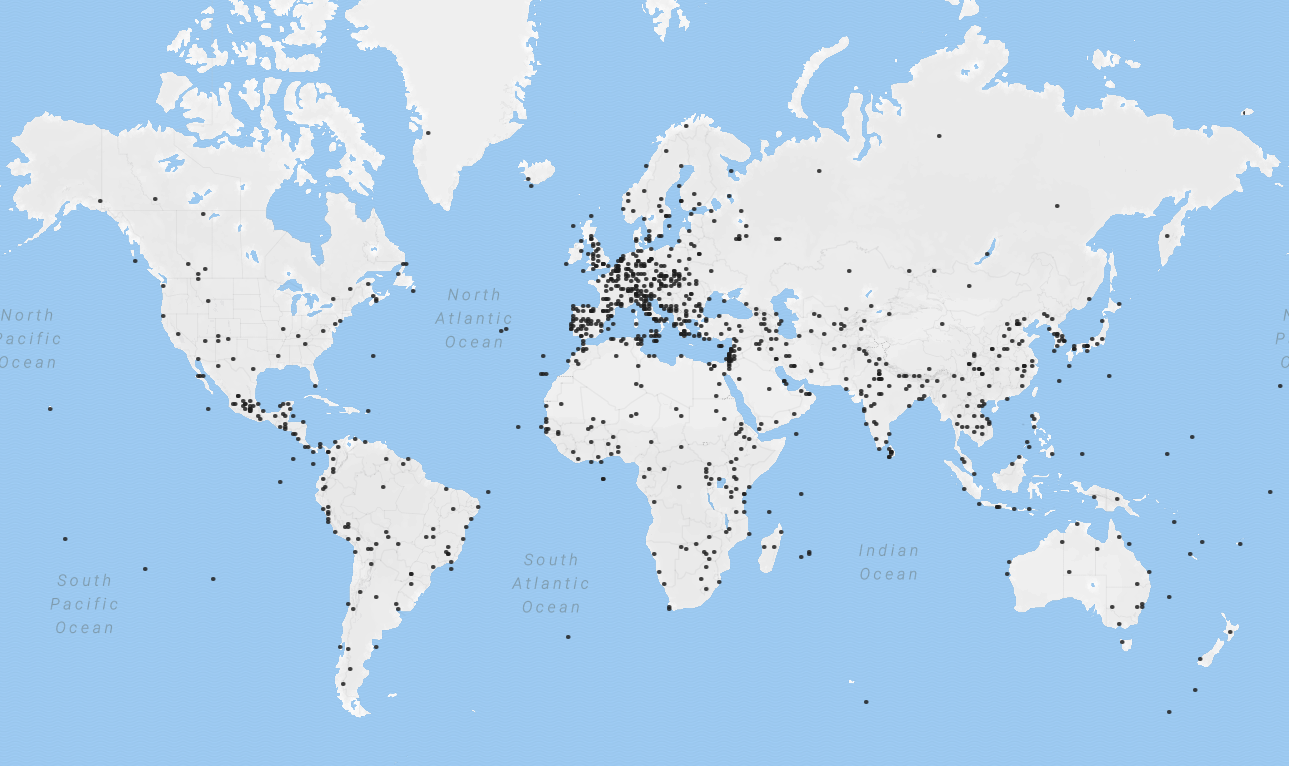
Объекты Всемирного наследия ЮНЕСКО (2017 год).

Страны с наибольшим числом объектов Всемирного наследия (2025 год).